# Bal Harbour

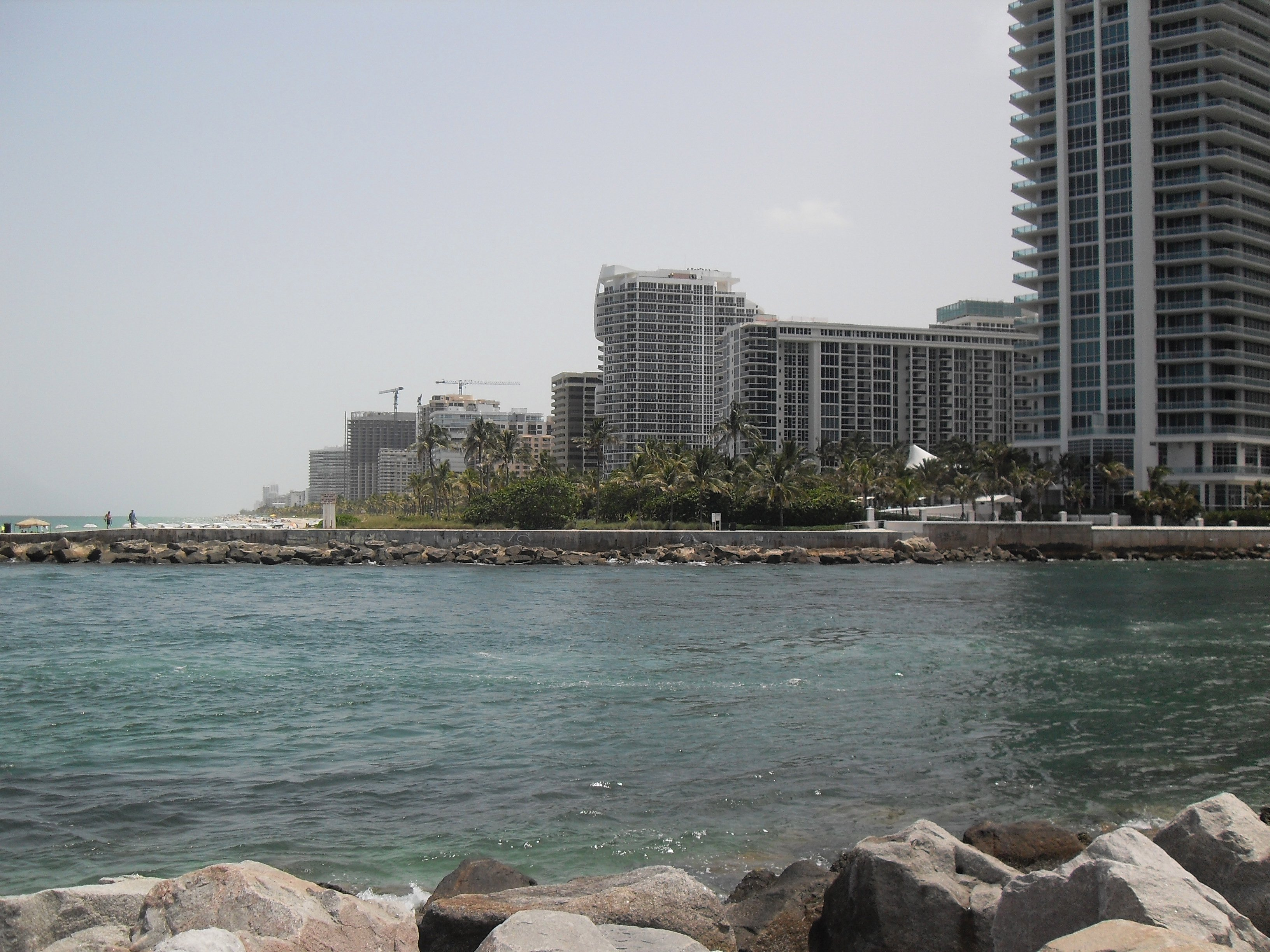
Bal Harbour desde Haulover.

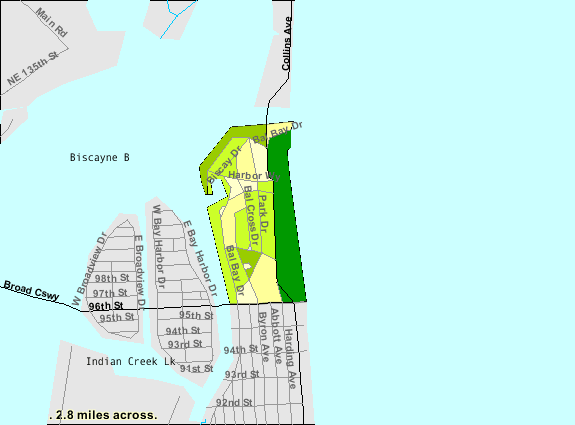

Bal Harbour es una villa ubicada en el condado de Miami-Dade en el estado estadounidense de Florida. En el Censo de 2010 tenía una población de 2.513 habitantes y una densidad poblacional de 1.501,97 personas por km².

## Geografía
Bal Harbour se encuentra ubicada en las coordenadas 25°53′36″N 80°7′23″O / 25.89333, -80.12306. Según la Oficina del Censo de los Estados Unidos, Bal Harbour tiene una superficie total de 1.67 km², de la cual 1 km² corresponden a tierra firme y (40.09%) 0.67 km² es agua.

## Demografía
Según el censo de 2010, había 2.513 personas residiendo en Bal Harbour. La densidad de población era de 1.501,97 hab./km². De los 2.513 habitantes, Bal Harbour estaba compuesto por el 94.99% blancos, el 2.11% eran afroamericanos, el 0.12% eran amerindios, el 0.88% eran asiáticos, el 0.04% eran isleños del Pacífico, el 0.8% eran de otras razas y el 1.07% pertenecían a dos o más razas. Del total de la población el 28.65% eran hispanos o latinos de cualquier raza.